# Nur Dhabitah Sabri
Pour les articles homonymes, voir Sabri.
Nur Dhabitah binti Sabri, née le 12 juillet 1999 à Kuala Lumpur, est une plongeuse malaisienne. Elle est médaillée d'argent et de bronze aux Jeux asiatiques. 

## Enfance
Née à Kuala Lumpur, en Malaisie, de Sabri Hashim et Fazidah Jaafar, elle est la plus jeune de quatre frères et sœurs. Elle débute le plongeon de haut vol à 10 m avec son frère alors qu'elle est âgée de 8 ans après avoir fait plusieurs années de natation. Elle fait ses études à l'Université des sciences médicales de Cyberjaya. 

## Carrière
En juin 2012, Dhabitah devient la plus jeune plongeuse malaisienne à remporter une compétition internationale senior en remportant deux épreuves des championnats de natation d' Asie du Sud-Est à Singapour. Aux Jeux  d'Asie du Sud-Est de 2013, Dhabitah remporte la médaille d’or en plongeon synchronisée à 10 mètres avec Leong Mun Yee. 
Aux Jeux du Commonwealth de 2014 à Glasgow, Dhabitah gagne la médaille de bronze en plongeon à 10 m avec Pandelela Rinong. Elle termine également sixième au tremplin synchronisé à 3 mètres avec Ng Yan Yee (en) et onzième au tremplin individuel de 3 mètres. Cette année-là, elle gagne l'épreuve du plongeon synchronisé à 3 m lors du Grand Prix de la FINA à Kuala Lumpur avec Ng Yan Yee. 
Aux Jeux d'Asie du Sud-Est 2015, Dhabitah et Ng Yan Yee remportent la médaille d'or au tremplin synchronisé de 3 mètres. En septembre 2015, après avoir remporté l'or en individuel sur le plongeon à 10 m à la Coupe de plongée asiatique 2015, Dhabitah obtient son billet pour les Jeux olympiques d'été 2016. En février 2016, Dhabitah et Cheong Jun Hoong remportent un billet olympique en tremplin synchronisé de 3 mètres après avoir terminé cinquième de la Coupe du monde de plongeon à Rio de Janeiro. 
Lors de sa première épreuve aux Jeux olympiques d'été 2016, Dhabitah et Cheong Jun Hoong terminent cinquième du tremplin synchronisé à 3 mètres. Elles sont en bronze après le troisième plongeon, mais une erreur de Cheong Jun Hoong lors du quatrième coûte à Dhabitah une première médaille olympique. Dhabitah se qualifie pour la finale de la plate-forme de 10 mètres où elle termine neuvième avec 338 points. 
En avril 2017, Dhabitah s'associe à Pandelela Rinong pour remporter une médaille d'argent en plongeon synchronisée à 10 mètres à Windsor, Canada. C'est sa première médaille lors d'une étape des World Series FINA de plongeon. Aux Mondiaux 2017 à Budapest, Dhabitah atteint la finale en tremplin individuel de 3 mètres où elle a terminé 10e avec 292,35 points. 
Dhabitah est choisie pour allumer la flamme lors de la cérémonie d'ouverture des Jeux d'Asie du Sud-Est 2017 à Kuala Lumpur. Elle y remporte la médaille d’argent au tremplin individuel à 3 mètres, remportée par sa compatriote Ng Yan Yee. Dhabitah s'associe ensuite cette dernière pour remporte l'or au plongeon synchronisé à 3 m.  En octobre 2017, elles sont privées de leur médaille après l'échec à un test antidopage de Ng Yan Yee. 
Aux Jeux du Commonwealth de 2018, Dhabitah remporte une médaille de bronze avec Leong Mun Yee au tremplin synchronisé à 3 mètres. Elles gagnent aussi une autre médaille de bronze au plongeon synchronisé de haut-vol. Aux Jeux asiatiques quelques semaines plus tard, le duo est médaillé de bronze au plongeon synchronisé à 10 m. Lors de sa deuxième épreuve des Jeux, elle obtient une médaille d’argent avec Ng Yan Yee au tremplin synchronisé à 3 m. Dans sa troisième épreuve, elle manque la médaille de bronze en terminant 4e du plongeon à 1 m. Lors de sa dernière épreuve, elle remporte une médaille de bronze au tremplin à 3 mètres, terminant derrière les Chinoises Shi Tingmao et Wang Han. 
En 2019, elle termine 3e lors de l'étape londonienne des Diving World Series derrière l'Australienne Maddison Keeney et la Canadienne Jennifer Abel en plongeon à 3 m. Elle devient la première malaisienne a monter sur le podium en individuel sur cette épreuve depuis les débuts des Diving World Series en 2007. Lors des Championnats du monde, elle termine 11e du plongeon synchronisé mixte à 3 m avec Muhammad Syafiq Puteh et 8e du plongeon synchronisé à 3 m avec Ng Yan Yee. En remportant l'or au tremplin à 3 m lors de l'Asian Diving Cup en septembre, elle gagne son billet pour les Jeux olympiques d'été de 2020. 

## Palmarès

### Championnats malaisiens

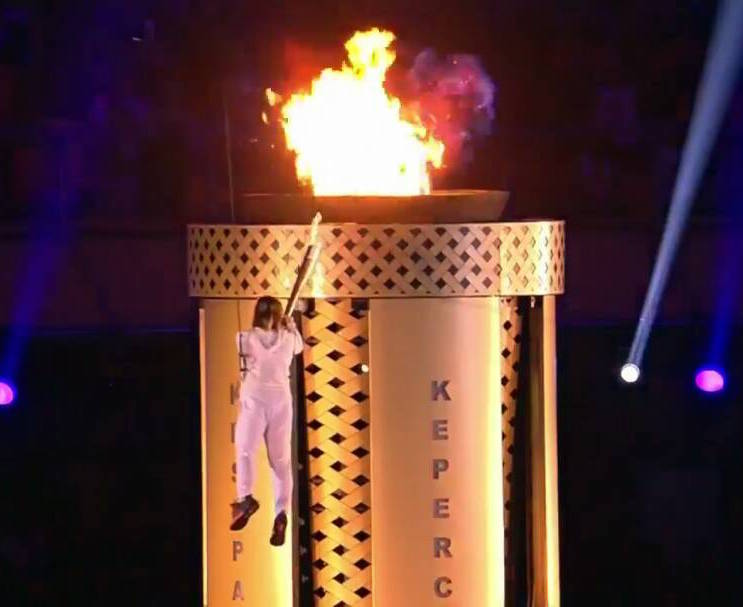
Dhabitah allume la vasque pour célébrer l'ouverture des Jeux d'Asie du Sud-Est 2017 à Kuala Lumpur

| Concurrence                                  | 2007   | 2008   | 2009 | 2010   | 2011 | 2012 | 2013 | 2014 |
| -------------------------------------------- | ------ | ------ | ---- | ------ | ---- | ---- | ---- | ---- |
| Jeux de Sukma                                |        | Bronze |      | Argent |      | Or   |      | Or   |
| MSSM (Conseil du sport scolaire de Malaisie) | Bronze | Bronze | Or   | Or     | Or   | Or   |      |      |

### Compétitions internationales
| Concurrence                               | 2012          | 2013 | 2014   | 2015 | 2016 | 2017   | 2018          |        |
| ----------------------------------------- | ------------- | ---- | ------ | ---- | ---- | ------ | ------------- | ------ |
| Jeux olympiques                           |               |      |        |      | 9e   |        |               |        |
| Jeux du Commonwealth                      |               |      | Bronze |      |      |        | Bronze Bronze |        |
| Jeux d'Asie du Sud-Est                    |               | Or   |        | Or   |      | Or     |               |        |
| FINA World Series de plongeon             |               |      | 7e     | 5e   | 4e   |        |               | Bronze |
| FINA Grand prix de plongeon               |               | 14e  | 5e     | Or   |      | Argent |               |        |
| Championnats du monde                     |               |      |        | 8e   |      |        |               |        |
| Asian Diving Cup                          |               | Or   |        | Or   |      |        |               | Or Or  |
| Jeux asiatiques                           |               |      | 6e     |      |      |        | Argent        |        |
| Jeux asiatiques                           | Bronze Bronze |      | 6e     |      |      |        |               |        |
| Championnat de natation d'Asie du Sud-Est | Or            |      |        |      |      |        |               |        |

## Honneurs
- Malaisie : Membre de l'Ordre de la Couronne territoriale (AMW) (2019)[24]